# NGC 1045
NGC 1045 is een elliptisch sterrenstelsel in het sterrenbeeld Walvis. Het hemelobject werd op 28 november 1785 ontdekt door de Duits-Britse astronoom William Herschel.

## Synoniemen
- PGC 10129
- MCG -2-7-59